# Cytheroidea
Super-famille
Les Cytheroidea sont une superfamille de crustacés de la classe des ostracodes, de la sous-classe des Podocopa, de l'ordre des Podocopida et du sous-ordre des Cypridocopina.

## Liste des familles
Buntoniidae - Bythocytheridae - Cobanocytheridae - Cushmanideidae - Cytherettidae - Cytheridae - Cytherideidae - †Cytherissinellidae - Cytheromatidae - Cytheruridae - Entocytheridae - Eucytheridae - Hemicytheridae - Kliellidae - Krithidae - Leptocytheridae - Limnocytheridae - Loxoconchidae - Microcytheridae - Neocytherideidae - Paracytherideidae - Paradoxostomatidae - Parvocytheridae - Pectocytheridae - Psammocytheridae - Schizocytheridae - Terrestricytheridae - Thaerocytheridae - Trachyleberididae - Xestoleberididae